# Raymond Escholier

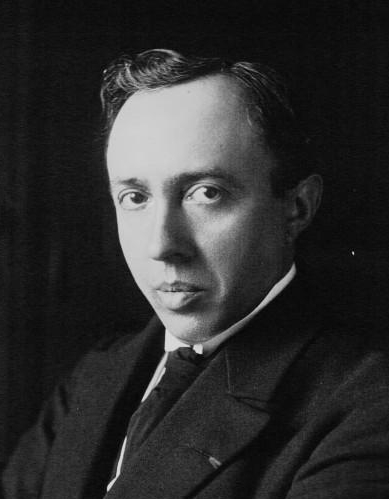
Raymond Escholier, 1923

Raymond Escholier (* 25. Dezember 1882 in Paris; † 19. September 1971 in Nîmes) war ein französischer Museumskurator, Politiker, Journalist, Autor, Kunstkritiker und Biograf von Victor Hugo.

## Leben und Werk
Escholier (eigentlich Escolier) studierte in Paris und trat in die Museumsverwaltung ein. 1913 kam er an das Museum Maison de Victor Hugo und war dort ab 1920 Konservator. 1921 wurde er Kabinettschef von Aristide Briand. Ab 1922 schrieb er regelmäßig Kunstkritiken für die Tageszeitung La Dépêche du Midi (Toulouse). Von 1924 bis 1925 gab er die Zeitschrift Demain heraus. 1933 wurde er Direktor des Museums Petit Palais (Paris) und organisierte bis 1940 bedeutende Kunstausstellungen. In der Zeit des Vichy-Regimes trat er nicht in Erscheinung. 1956 wurde er Kulturdezernent der Stadt Paris.
Zusammen mit seiner Frau, Marie-Louise Pons-Tande (1876–1956), die nicht genannt werden wollte, schrieb Escholier zahlreiche Romane, die unter seinem Namen erschienen, darunter Cantegril (Paris 1921, okzitanisch Toulouse 1975), der den Prix Femina erhielt. Daneben veröffentlichte er Gedichtbände.
Escholier war Großoffizier der Ehrenlegion.

## Werke (ohne Belletristik)

### Victor Hugo
- Victor Hugo. Le peintre. L’artiste, Paris 1926
- La Vie glorieuse de Victor Hugo, Paris 1928–1929
- La Place royale et Victor Hugo, Paris 1933
- Victor Hugo et les femmes, Paris 1935
- Victor Hugo. Cet inconnu, Paris 1951
- Un amant de génie. Victor Hugo, Paris 1952, 1979
- Hugo, roi de son siècle, Paris 1970 (spanisch, Madrid 1972)

### Eugène Delacroix
- Delacroix, 3 Bde., Paris 1926–1929
- Delacroix et sa consolatrice, Paris 1933
- Eugène Delacroix, Paris 1963
- Delacroix et les femmes, Paris 1963

### Weitere Kunstbücher und Ausstellungskataloge
- Le nouveau Paris. La vie artistique de la cité moderne, Paris 1913
- Daumier, Paris 1913
- L’Art italien, Paris 1935
- Gros. Ses amis. Ses élèves, Paris 1936
- La peinture française au XXe siècle, Paris 1937
- Greco, Paris 1937
- Henri Matisse, Paris 1937
- La Peinture française au XIXe siècle, 3 Bde., Paris 1941
- Matisse. Ce vivant, Paris 1956
- Daumier et son monde, Paris 1965

### Weitere Werke
- Logis romantiques, Paris 1930
- Versailles, Paris 1930
- Souvenirs parlés de Briand, Paris 1932
- Mes Pyrénées, Paris 1933
- Constantinople, Paris 1935
- Hôtel-Dieu, Paris 1938
- Maquis de Gascogne, Paris 1945, 2004
- La Neige qui brûle. Marie Noël, Paris 1957, 1968
- Mes Pyrénées de Gavarnie au Canigou, Paris 1962